# Thomas Edlinger II

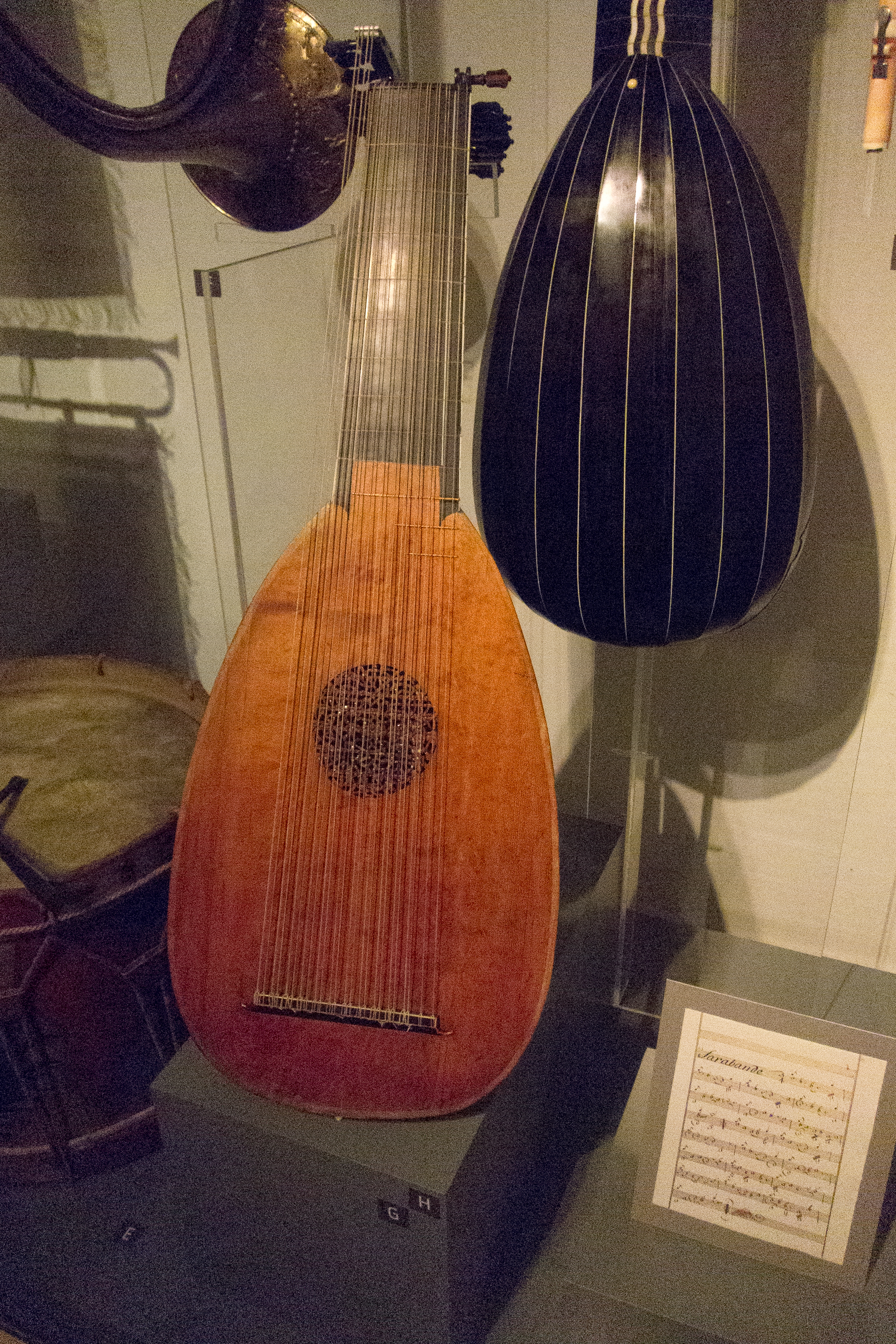
Un liuto barocco a 13 cori di Thomas Edlinger II (1722) conservato nel Museo degli strumenti musicali dell'Università di Lipsia.

Thomas Edlinger II, noto anche con lo pseudonimo di Thomas Edlinger d. J. (Augsburg, 23 novembre 1662 – Praga, 20 gennaio 1729), è stato un liutaio tedesco.

## Biografia
Nato ad Augsburg, svolse il suo apprendistato sotto la guida del padre Thomas Edlinger, anch'egli liutaio. Si ritiene inoltre che per un periodo lavorò nella bottega del liutaio austriaco Jacobus Stainer.
Spostatosi a Praga, aprì in Spornergasse una bottega nota come "Ai Tre Violini". Nel 1692 gli vennero consegnate le chiavi della città, e nello stesso anno sposò la vedova di Linhart Pradter, liutaio praghese. Dall'unione nacquero Joseph Joachim Edlinger, divenuto in seguito anch'egli liutaio di successo, e altre due figlie: Therese e Anna Perlocher.
Fu autore di vari strumenti a corda, tra cui violini e tiorbe. Spiccano tuttavia nella sua produzione i liuti, che furono molto apprezzati da Sylvius Leopold Weiss, uno tra i più noti liutisti dell'epoca. Si dedicò con successo anche al restauro di liuti, convertendo liuti rinascimentali in liuti barocchi.
Tra i suoi apprendisti, oltre al figlio, ricordiamo l'importante liutaio di origini tirolesi Johannes Ulrich Eberle.